# قرية النقيل (القفر)

تعديل مصدري - تعديل

قرية النقيل محلة تابعة لقرية حمرسة، التابعة لعزلة النخلة بمديرية القفر إحدى مديريات محافظة إب في الجمهورية اليمنية، بلغ تعداد سكانها 35 حسب تعداد اليمن لعام 2004.